# Le Moustoir
Le Moustoir (tiếng Breton: Ar Vouster) là một xã của tỉnh Côtes-d’Armor, thuộc vùng Bretagne, tây bắc Pháp.

## Dân số
Người dân ở Le Moustoir được gọi là Moustoiriens.